# Ständertime
Ständertime ist ein Lied des deutschen Comedytrios Y-Titty. Es wurde am 14. Oktober 2011 als Single zum Online-Kauf freigegeben. Aufgrund vieler Käufe konnte sich Ständertime in den deutschen Single-Charts platzieren.

## Hintergrund
Bei einem Interview mit der Seite Promiflash äußerte sich Matthias Roll (TC), die Jungs hätten sich überlegt, ob man es mit ihrer Community in die Charts schaffen kann und hätten natürlich nicht erwartet, dass dies auch passiert. „Ständertime hat gezeigt, dass man keine TV-Werbung, mega Budget oder Dieter Bohlen braucht um es in die Charts zu schaffen, sondern nur eine tolle Community, die hinter einem steht!“, so Y-Titty in einer Reaktion auf den Charteinstieg.

## Musikvideo
Das offizielle Musikvideo zu Ständertime wurde am 14. Oktober 2011 von Y-Titty hochgeladen. Die Regie übernahm Philipp Laude (Phil). Produzent und Set-Aufnahmeleiter des Videos war Stefan Erpelding, für die Kamera war Thomas Zittlau zuständig. Für den Dreh standen lediglich zwei Tage zur Verfügung.
Der Trommler hat hier seinen ersten Auftritt in einem Video von Y-Titty. Dazu die Jungs: „Wir haben noch diesen Ständertanz einstudiert und haben uns mit dem Trommler getroffen und dann kamen wir auf die Idee, dass er bei dieser Bridge mitmacht. Und das hat uns so gefallen, da haben wir gesagt: 'Das muss noch mit ins Video'.“ Meist ist er im Hintergrund als Statist zu sehen. Y-Titty entdeckten ihn über ein Casting.
Im Video wird das Thema Erektion auf die Schippe genommen. Es werden passend zum Text allerlei Szenen gezeigt. Es beginnt wie auch das Lied mit einem Besuch einer Arztpraxis, wo Phil untersucht wird. Als die Ärztin ihm sehr nahekommt und seine Hand anfasst, geht der Refrain los. Ein merkwürdiger Gesichtsausdruck huscht über sein Gesicht und als die Ärztin einen Schritt nach hinten geht, sieht sie seinen Ständer. Das ganze passiert TC in einer ähnlichen Situation am Strand. Zum Schluss des Videos geht Phil mit einem Beil über eine Wiese und singt: „Was sollen wir tun, was können wir machen? Unsere Ständer stehen uns im Weg. Ich kann nich mehr weiter, ich muss ihn abhacken!“, er hebt das Beil, doch dann steht OG vor ihm und singt: „Stooooop! Ständer sind auch zu etwas gut!“ und gibt Beispiele wie Kleiderhaken, Tüten tragen, Feuerholz hacken und mehr, die im Video gezeigt werden. Nach OGs Demonstration eines Laserschwertständers blicken er und Phil sich wenige Momente wortlos an, dann entfernt sich Phil und das Lied ist vorbei. Nach über einem halben Jahr wurde der Clip über 6.000.000 Mal angeklickt. Aktuell (Stand: März 2025) ist das Video bei über 29 Millionen Klicks.

## Mitwirkende
Ständertime wurde vom Musikproduzenten Emanuel Uch (TheEmU) komponiert und produziert. Der Text stammt von Phil, TC und OG selbst. Das Lied wurde ohne ein Plattenlabel herausgebracht.

## Erfolge
Ständertime konnte in Deutschland unter anderem bis an die Chartspitze der iTunes-Schlager und Bravo-Charts vorrücken. Auch in den deutschen Singlecharts war es mit Platz 48 für eine Woche vertreten. Nach der Veröffentlichung der zweiten Single Der letzte Sommer konnte das Stück erneut die iTunes-Top-100 erreichen.
| ChartsChartplatzierungen | Höchstplatzierung | Wochen |
| ------------------------ | ----------------- | ------ |
| Deutschland (GfK)        | 48 (1 Wo.)        | 1      |